# Kenji Tanaka
Kenji Tanaka (田中 賢治 Tanaka Kenji?), född 13 december 1983 i Saga prefektur, är en japansk fotbollsspelare.
Tanaka började sin karriär 2002 i Ohara Gakuen JaSRA. Efter Ohara Gakuen JaSRA spelade han för Omiya Ardija, Sagan Tosu och FC Ryukyu.